# Maria Giovanna Cubeddu Wiedemann
Maria Giovanna Cubeddu Wiedemann (* 17. November 1961 in Sedini als Maria Giovanna Cubeddu; † 19. September 2018 in Nabburg) war eine italienische Rechtswissenschaftlerin und Hochschullehrerin an der Universität Triest.

## Leben und Wirken
Cubeddu Wiedemann studierte Rechtswissenschaften an der Universität Sassari. Im Rahmen eines Auslandsaufenthaltes an den Universitäten Bochum und Freiburg, bei dem sie 1988 den Master of Laws erwarb, lernte sie auf einer Tagung Dieter Henrich kennen. Auf dessen Einladung hin wurde sie dessen wissenschaftliche Assistentin an der Universität Regensburg. Dort lernte sie auch ihren späteren Ehemann kennen. Ab 1992 war sie an der Universität Triest tätig, zunächst als Forschungsassistentin und ab November 2001 als Juniorprofessorin. Gleichwohl übte sie Lehrtätigkeiten an der Universität Regensburg aus, wo sie Vorlesungen unter anderem zum italienischen Privatrecht oder zum internationalen Eherecht hielt. 2010 wurde sie in Triest ordentliche Professorin auf einem privatrechtlichen Lehrstuhl.
Cubeddu Wiedemanns Forschungsschwerpunkte lagen vor allem im italienischen Privatrecht und im internationalen Privatrecht, insbesondere dem Familienrecht. Rechtsvergleichend war sie vor allem zwischen dem deutschen, europäischen und dem italienischen Erb- und Familienrecht tätig. Insbesondere in Deutschland galt sie als wichtiges Bindeglied zwischen der italienischen und deutschen Rechtswissenschaft.
Cubeddu Wiedemann war verheiratet mit dem Nabburger Notar Anton Wiedemann, mit dem sie drei Kinder hatte. Sie erlag 2018 einem Krebsleiden.

## Schriften (Auswahl)
- L’importanza dell’inadempimento, 1995. (italienisch)
- La casa familiare, 2005. (italienisch)
- mit Salvatore Patti: Introduzione al diritto della famiglia in Europa, 2008. (italienisch)
- mit Salvatore Patti: Diritto della famiglia, 2011. (italienisch)